# Letland op de Olympische Zomerspelen 2004
Letland nam deel aan de Olympische Zomerspelen 2004 in Athene, Griekenland. In tegenstelling tot de vorige editie werd geen goud gehaald. Daarentegen werd dit keer wel drie keer meer zilver gewonnen.

## Medailleoverzicht
| Sport            | Olympiër             | Discipline      | Medaille |
| ---------------- | -------------------- | --------------- | -------- |
| Atletiek         | Vadims Vasiļevskis   | speerwerpen (m) | Zilver   |
| Gewichtheffen    | Viktors Ščerbatihs   | +105kg (m)      | Zilver   |
| Gymnastiek       | Jevgēņijs Saproņenko | sprong (m)      | Zilver   |
| Moderne vijfkamp | Jeļena Rubļevska     | vrouwen         | Zilver   |

## Deelnemers en resultaten

### Atletiek
| Olympiër           | Discipline             | Resultaat | Prestatie                                                                                            |
| ------------------ | ---------------------- | --------- | --- |
| Dmitrijs Miļkevičs | 800m (m)               | 14e       | serie 7: 1ste in 1.46,66 halve finale 2: 6de in 1.46,62                                              |
| Staņislavs Olijars | 110m horden (m)        | 5e        | serie 1: 2de in 13,27 kwartfinale 2: 1ste in 13,26 halve finale 1: 3de in 13,20 finale: 5de in 13,21 |
| Aigars Fadejevs    | 20km snelwandelen (m)  | 9e        | 1:22.08                                                                                              |
| Aigars Fadejevs    | 40km snelwandelen (m)  | 11e       | 3:52.52                                                                                              |
| Modris Liepiņš     | 40km snelwandelen (m)  | 25e       | 4:04.26                                                                                              |
| Voldemārs Lūsis    | speerwerpen (m)        | 17e       | kwalificatie groep A: 9de met 79,27m                                                                 |
| Ēriks Rags         | speerwerpen (m)        | 7e        | kwalificatie groep A: 6de met 80,84m finale: 7de met 83,14m                                          |
| Vadims Vasiļevskis | speerwerpen (m)        | Zilver    | kwalificatie groep B: 1ste met 84,43m finale: 2de met 84,95m                                         |
| Jānis Karlivāns    | tienkamp (m)           | 25e       | 6363 punten                                                                                          |
|                    |                        |           | |
| Jeļena Prokopčuka  | 10000m (v)             | 7e        | 31.04,10                                                                                             |
| Ieva Zunda         | 400m horden (v)        | 23e       | serie 2: 4de in 56,21                                                                                |
| Anita Liepiņa      | 20km snelwandelen (v)  | 45e       | 1:39.54                                                                                              |
| Valentīna Gotovska | verspringen (v)        | 31e       | kwalificatie groep B: 10de met 6,41m                                                                 |
| Ineta Radēviča     | verspringen (v)        | 13e       | kwalificatie groep A: 9de met 6,53m                                                                  |
| Ineta Radēviča     | hink-stap-springen (v) | 20e       | kwalificatie groep A: 12de met 14,12m.                                                               |
| Dace Ruskule       | discuswerpen (v)       | 28e       | kwalificatie groep B: 14de met 57,43m                                                                |
| Ilze Gribule       | speerwerpen (v)        | 34e       | kwalificatie groep A: 17de met 54,92m                                                                |

### Gewichtheffen
| Olympiër           | Discipline | Resultaat | Prestatie                                                  |
| ------------------ | ---------- | --------- | ---------------------------------------------------------- |
| Viktors Ščerbatihs | +105kg (m) | Zilver    | trekken: 3de met 205kg stoten: 2de met 250kg totaal: 455kg |

### Gymnastiek
| Olympiër             | Discipline               | Resultaat | Prestatie                                                           |
| -------------------- | ------------------------ | --------- | ------------------------------------------------------------------- |
| Jevgēņijs Saproņenko | sprong (m)               | Zilver    | kwalificatie: 7de met 9,650 punten finale: 2de met 9,706 punten     |
| Igors Vihrovs        | individuele meerkamp (m) | 18e       | kwalificatie: 17de met 56,423 punten finale: 18de met 55,873 punten |

### Judo
| Olympiër           | Discipline | Resultaat | Prestatie                             |
| ------------------ | ---------- | --------- | ------------------------------------- |
| Vsevolods Zeļonijs | -73kg (m)  | 21e       | 1ste ronde: V van MGL Süldbayar: yuko |

### Kanovaren
| Olympiër           | Discipline    | Resultaat | Prestatie                                                                        |
| ------------------ | ------------- | --------- | -------------------------------------------------------------------------------- |
| Dagnis Vinogradovs | C-1 500m (m)  | 11e       | serie 2: 2de in 1.50,776 halve finale 2: 5de in 1.52,511                         |
| Dagnis Vinogradovs | C-1 1000m (m) | 6e        | serie 1: 4de in 3.57,070 halve finale 2: 3de in 3.53,656 finale: 6de in 3.53,537 |

### Moderne vijfkamp
| Olympiër          | Discipline | Resultaat | Prestatie   |
| ----------------- | ---------- | --------- | ----------- |
| Deniss Čerkovskis | mannen     | 4e        | 5352 punten |
|                   |            |           |             |
| Jeļena Rubļevska  | vrouwen    | Zilver    | 5380 punten |

### Schietsport
| Olympiër          | Discipline              | Resultaat | Prestatie                                   |
| ----------------- | ----------------------- | --------- | ------------------------------------------- |
| Afanasijs Kuzmins | 25m snelvuurpistool (m) | 14e       | kwalificatie: 14de met 574 punten (282-292) |

### Wielersport
| Olympiër          | Discipline       | Resultaat | Prestatie      |
| ----------------- | ---------------- | --------- | -------------- |
| Andris Naudužs    | wegwedstrijd (m) | DNF       | niet gefinisht |
| Romāns Vainšteins | wegwedstrijd (m) | 28e       | 5:43.03        |

### Worstelen
| Olympiër       | Discipline     | Resultaat      | Prestatie                                                 |
| Grieks-Romeins | Grieks-Romeins | Grieks-Romeins | Grieks-Romeins                                            |
| -------------- | -------------- | -------------- | --------------------------------------------------------- |
| Igors Kostins  | -96kg (m)      | 17e            | groep 5: 3de V van UZB Cheglakov: 2-3 V van TUR Özal: 0-5 |

### Zeilen
| Olympiër    | Discipline  | Resultaat | Prestatie                                      |
| ----------- | ----------- | --------- | ---------------------------------------------- |
| Vita Matīse | mistral (v) | 20e       | 193 punten: (22-21-20-21-20-21-23-20-10-19-19) |

### Zwemmen
| Olympiër            | Discipline           | Resultaat | Prestatie               |
| ------------------- | -------------------- | --------- | ----------------------- |
| Romāns Miloslavskis | 100m vrije slag (m)  | 35e       | serie 4: 1ste in 50,94  |
| Romāns Miloslavskis | 200m vrije slag (m)  | 23e       | serie 5: 3de in 1.50,83 |
| Pāvels Murāns       | 100m schoolslag (m)  | 50e       | serie 2: 5de in 1.06,45 |
| Andrejs Dūda        | 100m vlinderslag (m) | 53e       | serie 4: 8ste in 56,81  |
| Guntars Deičmans    | 200m wisselslag (m)  | 25e       | serie 4: 5de in 2.03,68 |
| Guntars Deičmans    | 400m wisselslag (m)  | 30e       | serie 2: 7de in 4.29,17 |
|                     |                      |           |                         |
| Agnese Ozoliņa      | 100m vrije slag (v)  | 43e       | serie 2: 4de in 59,03   |

Afghanistan · Albanië · Algerije · Amerikaanse Maagdeneilanden · Amerikaans-Samoa · Andorra · Angola · Antigua en Barbuda · Argentinië · Armenië · Aruba · Australië · Azerbeidzjan · Bahama's · Bahrein · Bangladesh · Barbados · België · Belize · Benin · Bermuda · Bhutan · Bolivia · Bosnië en Herzegovina · Botswana · Brazilië · Britse Maagdeneilanden · Brunei · Bulgarije · Burkina Faso · Burundi · Cambodja · Canada · Centraal-Afrikaanse Republiek · Chili · China · Chinees Taipei · Colombia · Comoren · Congo-Brazzaville · Congo-Kinshasa · Cookeilanden · Costa Rica · Cuba · Cyprus · Denemarken · Djibouti · Dominica · Dominicaanse Republiek · Duitsland · Ecuador · Egypte · El Salvador · Equatoriaal-Guinea · Eritrea · Estland · Ethiopië · Fiji · Filipijnen · Finland · Frankrijk · Gabon · Gambia · Georgië · Ghana · Grenada · Griekenland · Groot-Brittannië · Guam · Guatemala · Guinee · Guinee‑Bissau · Guyana · Haïti · Honduras · Hongarije · Hongkong · Ierland · IJsland · India · Indonesië · Irak · Iran · Israël · Italië · Ivoorkust · Jamaica · Japan · Jemen · Jordanië · Kaaimaneilanden · Kaapverdië · Kameroen · Kazachstan · Kenia · Kirgizië · Kiribati · Koeweit · Kroatië · Laos · Lesotho · Letland · Libanon · Liberia · Libië · Liechtenstein · Litouwen · Luxemburg · Macedonië · Madagaskar · Malawi · Malediven · Maleisië · Mali · Malta · Marokko · Mauritanië · Mauritius · Mexico · Micronesië · Moldavië · Monaco · Mongolië · Mozambique · Myanmar · Namibië · Nauru · Nederland · Nederlandse Antillen · Nepal · Nicaragua · Nieuw-Zeeland · Niger · Nigeria · Noord-Korea · Noorwegen · Oeganda · Oekraïne · Oezbekistan · Oman · Oostenrijk · Oost‑Timor · Pakistan · Palau · Palestina · Panama · Papoea-Nieuw-Guinea · Paraguay · Peru · Polen · Portugal · Puerto Rico · Qatar · Roemenië · Rusland · Rwanda · Saint Kitts en Nevis · Saint Lucia · Saint Vincent en Grenadines · Salomonseilanden · Samoa · San Marino · Sao Tomé en Principe · Saoedi-Arabië · Senegal · Servië en Montenegro · Seychellen · Sierra Leone · Singapore · Slovenië · Slowakije · Soedan · Somalië · Spanje · Sri Lanka · Suriname · Swaziland · Syrië · Tadzjikistan · Tanzania · Thailand · Togo · Tonga · Trinidad en Tobago · Tsjaad · Tsjechië · Tunesië · Turkije · Turkmenistan · Uruguay · Vanuatu · Venezuela · Verenigde Arabische Emiraten · Verenigde Staten · Vietnam · Wit-Rusland · Zambia · Zimbabwe · Zuid-Afrika · Zuid-Korea · Zweden · Zwitserland